# Dr. Arnold Schäfer
Die Dr. Arnold Schäfer GmbH mit Sitz im saarländischen Saarlouis ist eine Holdinggesellschaft, unter deren Dach verschiedene Industriebetriebe unterschiedlicher Branchen angesiedelt sind. Geschäftszweck ist das „Halten und Verwalten von Industriebeteiligungen und Grundbesitz“.

## Geschichte
Das Unternehmen geht zurück auf die Dr. Schäfer Bergbau GmbH, die als einer der wenigen Betreiber von Privatgruben unabhängig vom im staatlichen Besitz befindlichen Bergbauunternehmen Saarberg bzw. DSK in der saarländischen Steinkohleförderung tätig war. Nach Beendigung der bergbaulichen Aktivitäten änderte das Unternehmen seinen Geschäftszweck auf das Halten von Beteiligungen an Industrieunternehmen. Wesentliche Geschäftsbereiche sind heute die Herstellung von Rollladen- und Torsystemen, der Betrieb einer Gießerei sowie die Vermietung von Immobilien.

## Geschäftsbereiche

### Rollladen- und Tortechnik, Sonnen- und Insektenschutz
Die Lakal GmbH in Saarlouis-Lisdorf fertigt Rollladen, Tore, Sonnen- und Insektenschutz, und vertreibt diese primär in Frankreich und Deutschland. 2021 machte Lakal einen Umsatz von rund 74 Mio. EUR.

### Gießerei
Die Bartz-Werke GmbH betreiben in Dillingen/Saar eine Gießerei und erwirtschafteten 2021 einen Umsatz von rund 27,8 Mio. EUR.

### Immobilien
Die Muttergesellschaft Dr. Arnold Schäfer GmbH verwaltet und vermietet das konzerneigene Immobilienportfolio.